# Co se nevešlo
Co se nevešlo (1991) je album složené z koncertních nahrávek Nerezu, které si kapela vydala vlastním nákladem pod značkou Nerez a Vy. Album vyšlo pouze na kazetě v omezeném nákladu 1800 kusů a obsahuje 12 písní. Sleeve-note napsal Slávek Janoušek, obal vytvořil Michal Cihlář.
Na album po deseti letech navázala deska Co se nevešlo (pozdní sběr), na které vyšly některé nahrávky již vydané zde.

## Seznam písniček
1. Za poledne (Zuzana Navarová)
Liberec, 21. března 1991
2. No hago otra cosa que pensar en ti (Joan Manuel Serrat)
Jablůnka, 21. prosince 1990
3. Světýlko (Zdeněk Vřešťál)
Praha, Dobeška, 31. května 1988
4. Crin hirsuta (Sara González / José Martí)
Kroměříž, 20. října 1988
5. Somrkrálka blues (Zuzana Navarová)
Nitra, 30. srpna 1987
6. Nej, nej, nej (Zdeněk Marat / Miroslav Zikán, Jindřich Zpěvák)
Hrejkovice, 27. června 1986
7. Rozpravy (Sebastian Krajewski / Agnieszka Osiecka, český text Zuzana Navarová)
Nový Bydžov, 6. února 1986
8. Co jsme si... (Zdeněk Vřešťál, Vít Sázavský / Zdeněk Vřešťál)
Nitra, 30. srpna 1987
9. Kytička (Zdeněk Vřešťál / Zuzana Navarová)
Tábor, 11. března 1987
10. Před chvílí byla tma (Ivan Hlas)
Nový Bydžov, 6. února 1986
11. Contigo aprendí (Armando Manzanero)
Liberec, 21. března 1991
12. Budem si spolu žít (Zdeněk Vřešťál, Vít Sázavský / Zdeněk Vřešťál)
Karlovy Vary, 24. října 1990

## Nahráli
- Zuzana Navarová – zpěv, perkuse
- Vít Sázavský – zpěv, kytara
- Zdeněk Vřešťál – zpěv, kytara, foukací harmonika, perkuse
- Vladimír Vytiska – kontrabas, zpěv
- Václav Bratrych – saxofony
- Pavel Plánka – perkuse, bicí

## Reedice
Nahrávky osmi písniček (Světýlko, Somrkrálka blues, Nej, nej, nej, Rozpravy, Co jsme si..., Kytička, Před chvílí byla tma, Contigo aprendí) vyšly nově remasterovány na albu Co se nevešlo (pozdní sběr) (2001).
Dvě nahrávky z tohoto alba – Kytička a Somrkrálka blues – vyšly na kompilaci ...a bastafidli! (2007).